# Корзино (Ивановская область)
Корзино — село в Савинском районе Ивановской области России, входит в состав Горячевского сельского поселения.

## География
Село расположено в 15 км на юго-запад от центра поселения деревни Горячево в 29 км на юго-восток от райцентра посёлка Савино.

## История
В конце XIX — начале XX века деревня входила в состав Всегодической волости Ковровского уезда Владимирской губернии. В 1859 году в деревне числилось 17 дворов, в 1905 году — 24 дворов.
В 1902 году в Корзино на средства Д.Л. Петрова началось строительство каменного храма. Живопись была выполнена холуйскими мастерами под руководством Н.И. Перескокова. Освящение церкви происходило 28 октября 1907 года, церковь была освящена в честь Казанской иконы Божией Матери. 
С 1929 года село Корзино являлось центром Корзинского сельсовета Ковровского района Ивановской Промышленной области, с 1935 года — в составе Савинского района, с 1974 года — в составе Горячевского сельсовета, с 2005 года — в составе Горячевского сельского поселения.

## Население
| 1859 | 1905 | 2010 |
| ---- | ---- | ---- |
| 152  | ↗168 | ↘24  |

## Достопримечательности
В селе расположена недействующая церковь Казанской иконы Божией Матери (1902—1907).